# Jurij Timofeevič Galanskov
Jurij Timofeevič Galanskov (Mosca, 19 giugno 1939 – Mosca, 14 novembre 1972) è stato uno scrittore, poeta e giornalista russo.

## Biografia
Nato in una famiglia operaia, ha lavorato come elettricista facendo teatro e studiando nel contempo storia. Venne escluso dall'università per indipendenza di giudizio. Giornalista e attivista politico, Galanskov nel 1961 pubblica "Feniks '61", rivista clandestina contenente tra l'altro i poemi Il manifesto umano e Proletari di tutto il mondo unitevi!. Dopo un periodo trascorso in una clinica psichiatrica, attua una protesta contro la politica estera statunitense dell'allora presidente Lyndon B. Johnson, politica svolta contro la Repubblica Dominicana. Contestualmente, progetta la rivista Feniks '62. La condanna di Sinjavskij e Daniėl' lo convince ad ospitare nella rivista scritti religiosi e politici che nessuno pubblica perché passibili di censura. Riesce tuttavia a pubblicare la rivista a proprie spese.
Viene arrestato nel 1967 e detenuto a Mosca, nel carcere di Lefortovo, dove incontra altri dissidenti. Nel 1968 viene condannato, insieme a Ginzburg, a sette anni di lager a regime duro. Scontando la pena in Mordovia, si ammala e viene ricoverato in ospedale per ulcera perforata.
Continua tuttavia a partecipare a scioperi della fame, raccolta di firme, proteste ed appelli, continuando nel contempo a svolgere la sua attività di pubblicista. Nel 1970 rischia la perforazione dell'intestino, ma viene reimmesso al lavoro. Non gli è consentito di incontrare madre e moglie, né di ricevere medicine in quanto il detenuto non è malato; è solo un teppista che scansa il lavoro. Nel 1972 viene operato di ulcera perforata da un medico prigioniero e senza esperienza chirurgica. Muore il 14 novembre.